# Hälletjärnen (Naverstads socken, Bohuslän)
Hälletjärnen är en sjö i Tanums kommun i Bohuslän och ingår i Enningdalsälvens huvudavrinningsområde.